# باربارا تاکر
باربارا تاکر (انگلیسی: Barbara Tucker؛ زادهٔ ۱۹ مارس ۱۹۶۷) یک موسیقی‌دان اهل ایالات متحده آمریکا است. وی از سال ۱۹۸۵ میلادی تاکنون مشغول فعالیت بوده‌است.